# Intel Pentium
Intel® Pentium® es una gama de microprocesadores de quinta generación con arquitectura x86 producidos por Intel Corporation.
El primer Pentium se lanzó al mercado el 22 de marzo de 1993, con velocidades iniciales de 60 y 66 MHz, 3.100.000 transistores, caché interno de 8 KiB para datos y 8 KiB para instrucciones; sucediendo al procesador Intel 80486. Intel no lo llamó 586 debido a que no es posible registrar una marca compuesta solamente de números.
Pentium también fue conocido por su nombre clave P54C. Se comercializó en velocidades entre 60 y 200 MHz, con velocidad de bus de 50, 60 y 66 MHz. Las versiones que incluían instrucciones MMX brindaban al usuario un mejor manejo de aplicaciones multimedia, como por ejemplo, la lectura de películas en DVD también los juegos que aprovecharan las nuevas instrucciones, tenía velocidades de 166 a 300 MHz y algunos podían subir 50% con disipador de serie, algunos MMX 300 MHz llegaba a 450 MHz. sin necesidad de disipación adicional.
La aparición de este procesador se llevó a cabo con un movimiento económico impresionante, acabando con la competencia, que hasta entonces producía procesadores equivalentes, como es el 80386, el 80486 y sus variaciones o incluso NPUs.
Las siguientes empresas fueron afectadas por la aparición del Pentium:
- Advanced Micro Devices, más conocida como AMD. Tuvo que crear sus procesadores desde cero. Este es el K5 y el K6 (A estos procesadores se los bautizó así debido a que "K" significa Kriptonita, y como se sabe, la Kriptonita debilita al super-héroe de historietas y películas Superman esto es en consecuencia a lo que le hizo Intel a sus competidores con la aparición de Pentium)
- Cyrix, que producía muy buenos 486, luego fue adquirida por VIA
- Harris
- LU-MATH

Estas últimas dos no fueron muy conocidas aunque sus versiones de procesadores de alto rendimiento (como el Harris 80386) llegaron tarde y lamentablemente no pudieron hacerse un hueco en el mercado.
Pentium poseía una arquitectura capaz de ejecutar dos operaciones a la vez gracias a sus dos pipeline de datos de 32 bits cada uno, uno equivalente al 486DX(u) y el otro equivalente a 486SX(u). Además, poseía un bus de datos de 64 bits, permitiendo un acceso a memoria 64 bits (aunque el procesador seguía manteniendo compatibilidad de 32 bits para las operaciones internas y los registros también eran de 32 bits).

## Descripción general
El Pentium P5 es el primer procesador x86 superescalar, lo que significa que a menudo podía ejecutar dos instrucciones al mismo tiempo. Algunas técnicas utilizadas para implementar esto se basaron en el anterior procesador superescalar Intel i960 CA (1989), mientras que otros detalles se inventaron exclusivamente para el diseño P5. Gran parte de la información también se copió del i386 o i486, especialmente las estrategias utilizadas para gestionar las complejas codificaciones x86 de forma segmentada. Al igual que el i486, el Pentium utilizaba un sistema de microcódigo optimizado y técnicas similares a RISC, según la instrucción o parte de ella. El diseño de canalización de dos enteros era algo que algunos académicos y competidores de RISC habían argumentado que era imposible de implementar para un conjunto de instrucciones CISC.
Otras características principales incluyen una unidad de punto flotante rediseñada y significativamente más rápida, un amplio bus de datos en modo ráfaga de 64 bits (tanto externo como interno), cachés de código y datos independientes, y muchas otras técnicas y características para mejorar el rendimiento. Contiene buses de datos internos de 256 bits y cachés de escritura diferida.
El procesador Pentium de 66 MHz funciona a 112 MIPS Dhrystone V1.1 y tiene una clasificación SPECint92 de 64,5, una clasificación SPECfp92 de 56,9 y una clasificación de índice iCOMP de 567. La diferencia de rendimiento entre la versión de 60 y 66 MHz es de aproximadamente el 10 %.
El P5 también ofrece mejor compatibilidad con multiprocesamiento en comparación con el i486 y es la primera CPU x86 con compatibilidad de hardware similar a la de los mainframes de IBM. Intel colaboró con IBM para definir esta capacidad y la incorporó a la microarquitectura P5. Esta capacidad no estaba presente en generaciones x86 anteriores ni en procesadores x86 de la competencia.
Para aprovechar al máximo el potencial de las canalizaciones duales, se optimizaron algunos compiladores para aprovechar mejor el paralelismo a nivel de instrucción, aunque no todas las aplicaciones se beneficiarían sustancialmente de la recompilación. Sin embargo, la FPU más rápida siempre mejoró significativamente el rendimiento en coma flotante, en comparación con el i486 o el i387. Intel invirtió recursos en colaboración con proveedores de herramientas de desarrollo, ISV y empresas de sistemas operativos (SO) para optimizar sus productos.

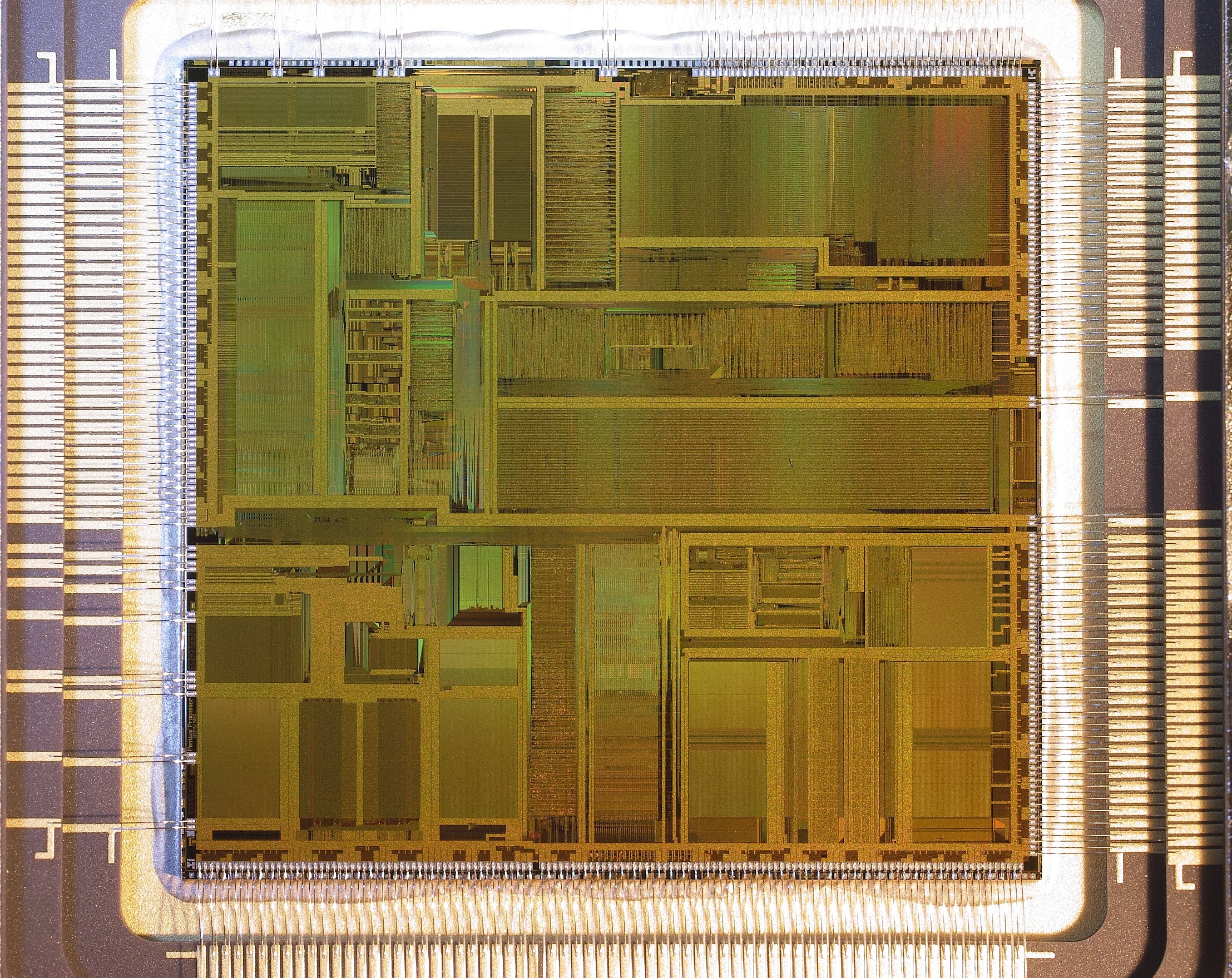
Imagen de matriz Intel Pentium A80501 de 66 MHz SX950

Los competidores incluyeron los superescalares PowerPC 601 (1993), SuperSPARC (1992), DEC Alpha 21064 (1992), AMD 29050 (1990), Motorola MC88110 (1991) y Motorola 68060 (1994), la mayoría de los cuales también utilizaban una configuración de canalización de instrucciones dual en orden superescalar, y los no superescalares Motorola 68040 (1990) y MIPS R4000 (1991).

### Etimología
El nombre "Pentium" se deriva originalmente de la palabra griega pente (πέντε), que significa "cinco", una referencia a la convención de nomenclatura numérica anterior de los procesadores 80x86 de Intel (8086–80486), con la terminación latina -ium, ya que de lo contrario el procesador se habría llamado 80586 usando esa convención.

## Desarrollo
La microarquitectura P5 fue diseñada por el mismo equipo de Santa Clara que diseñó los procesadores 386 y 486. El trabajo de diseño comenzó en 1989;: 88   el equipo decidió utilizar una arquitectura RISC superescalar que sería una convergencia de las tecnologías RISC y CISC, con caché en chip, punto flotante y predicción de saltos. El diseño preliminar se simuló con éxito por primera vez en 1990, seguido de la maquetación del diseño. Para entonces, el equipo contaba con varias docenas de ingenieros. Se necesitaron unos 100 millones de ciclos de reloj de pruebas de verificación previas al silicio, que incluyeron los principales sistemas operativos y numerosas aplicaciones iniciadas y en ejecución. Tuvieron que utilizar el software Quickturn Systems Inc. para ejecutar el programa de simulación previa al silicio, que era 30.000 veces más rápido que el método técnico anterior disponible. El diseño se completó, o se transfirió al silicio, en abril de 1992, momento en el que comenzaron las pruebas beta. A mediados de 1992, el equipo P5 tenía 200 ingenieros.: 89   Intel inicialmente planeó demostrar el P5 en junio de 1992 en la feria comercial PC Expo, y anunciar formalmente el procesador en septiembre de 1992, pero problemas de diseño obligaron a cancelar la demostración, y la introducción oficial del chip se retrasó hasta la primavera de 1993. Los primeros sistemas informáticos con Pentium aparecieron en el verano de 1993, siendo el primero Advanced Logic Research y su estación de trabajo Evolution V, lanzada en la primera semana de julio de 1993.
John H. Crawford, arquitecto jefe del 386 original, codirigió el diseño del P5, Junto con Donald Alpert, quien dirigió el equipo de arquitectura, Dror Avnon dirigió el diseño de la FPU. Vinod K. Dham fue gerente general del grupo P5.: 90 
El Pentium fue diseñado para ejecutar más de 100 millones de instrucciones por segundo (MIPS), y el modelo de 75 MHz pudo alcanzar 126,5 MIPS en ciertos puntos de referencia. La arquitectura Pentium solía ofrecer poco menos del doble del rendimiento de un procesador 486 por ciclo de reloj en benchmarks comunes. Los componentes 80486 más rápidos (con una microarquitectura ligeramente mejorada y funcionamiento a 100 MHz) eran casi tan potentes como los Pentium de primera generación, y el AMD Am5x86, que a pesar de su nombre es en realidad una CPU de clase 486, era prácticamente igual al Pentium 75 en cuanto a rendimiento ALU puro.

### Errata
Las primeras versiones de los procesadores Pentium P5 de 60 a 66 MHz presentaban un problema en la unidad de coma flotante que generaba resultados incorrectos (pero predecibles) en algunas operaciones de división. Esta falla, descubierta en 1994 por el profesor Thomas Nicely del Lynchburg College de Virginia, se conoció como el fallo FDIV del Pentium y causó problemas a Intel, que creó un programa de intercambio para reemplazar los procesadores defectuosos.
En 1997, se descubrió otra errata que podía permitir que un programa malicioso bloqueara un sistema sin privilegios especiales: el fallo "F00F". Todos los procesadores de la serie P5 se vieron afectados y nunca se publicaron versiones corregidas. Sin embargo, los sistemas operativos contemporáneos se parchearon con soluciones alternativas para evitar fallos.

## Competidores
Después de la introducción del Pentium, competidores como NexGen, AMD, Cyrix y Texas Instruments anunciaron procesadores compatibles con Pentium en 1994. La revista CIO identificó al Nx586 de NexGen como la primera CPU compatible con Pentium, mientras que PC Magazine describió el Cyrix 6x86 como el primero. A estos les siguió el AMD K5, que se retrasó debido a dificultades de diseño. Posteriormente, AMD adquirió NexGen para ayudar a diseñar el AMD K6, y Cyrix fue adquirida por National Semiconductor. Los procesadores posteriores de AMD e Intel mantienen la compatibilidad con el Pentium original.

### Lista
- AMD K5, AMD K6
- Cyrix 6x86
- WinChip C6
- NexGen Nx586
- Rise mP6